# ČZ 2075 RAMI
ČZ 2075 RAMI là loại súng ngắn bán tự động được chế tạo bởi công ty sản xuất vũ khí Česká zbrojovka Uherský Brod tại Cộng hòa Séc. RAMI là tên ghép của tên hai nhà thiết kế loại súng này là Radek Hauerland và Milan Trkulja. Nó có thiết kế giống như khẩu ČZ 75 nhưng nhỏ hơn để sử dụng như một loại vũ khí phòng thân cho những ai thấy việc mang khẩu ČZ 75 là quá cồng kềnh.

## Thiết kế
ČZ 2075 RAMI sử dụng cơ chế nạp đạn bằng độ giật lùi nòng ngắn và khóa sau nòng. Khi bắn nòng sẽ hấp thu lực giật lùi về phía sau và kéo khối trượt theo với các gờ bám nối hai phần với nhau. Nhưng sau một đoạn ngắn nòng sẽ đi vào một đường cắt khiến nó không còn lùi theo đường thẳng nữa mà đi xiên chếch xuống dưới, việc này làm các gờ móc nối giữa nòng và khối trược được tách ra và hai bộ phận đi theo hai hướng khác nhau, nòng sẽ chống vào một gờ cản khóa không cho nó di chuyển tiếp khi đi xiên xuống trong khi khối lùi sẽ tiếp tục chu kỳ nạp đạn của mình. Và khi khối lùi tiến về phía trước để trở về chỗ cũ thì nó sẽ đè nòng thẳng lại và các gờ móc nối lại được gắn với nhau và toàn bộ khối trở về chỗ cũ chuẩn bị bắn viên tiếp theo. Súng có thể bắn ở cả hai chế độ hoạt động đơn và kép.
Hệ thống nhắm cơ bản của súng là điểm ruồi được chấm dạ quang để dùng tại những môi trường có ánh sáng yếu. Hộp đạn của súng chứa được 14 viên. Súng có hệ thống khóa an toàn để hạn chế tối đa việc vô tình khai hỏa do bị sốc, nó sẽ ngăn không cho kim điểm hỏa chạm được vào đạn kể cả khi bị rơi. Nút khóa an toàn nằm phía bên trái của súng, nó sẽ khóa cố định hệ thống cò. Sau khi bắn hết đạn khối trượt sẽ được giữ ở vị trí nằm ở phía sau.

## Biến thể
- 2075 RAMI P: Mẫu sử dụng khung bằng nhựa thay cho thép để giảm trọng lượng súng nhưng mẫu này không còn được chế tạo từ năm 2011.
- 2075 BD: Mẫu thay nút khóa an toàn bằng hệ thống bỏ lên cò, giúp đưa búa điểm hỏa từ vị trí lên cò trở về chỗ cũ một cách an toàn.